# Dystrykt Cova-Lima
Dystrykt Cova-Lima – jeden z 13 dystryktów Timoru Wschodniego, znajdujący się w południowo-zachodniej części kraju, nad Morzem Timor. Stolicą dystryktu jest Suai, leżąca 136 km na południowy zachód od stolicy kraju Dili.
Graniczy od północy i wschodu z dystryktami Ainaro i Bobonaro, od zachodu i północy z indonezyjską prowincją Małe Wyspy Sundajskie Wschodnie.

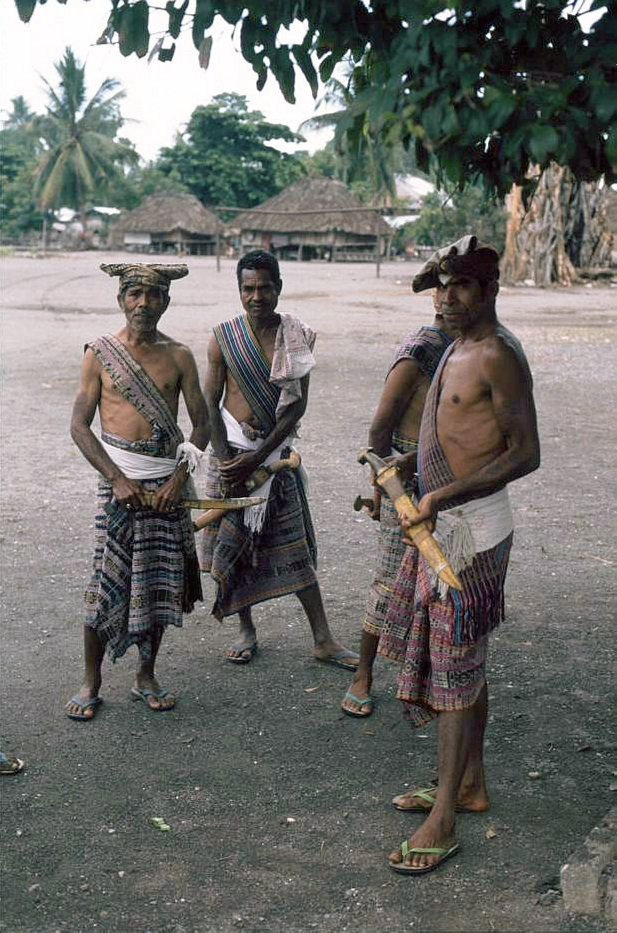
Mężczyźni w tradycyjnych strojach

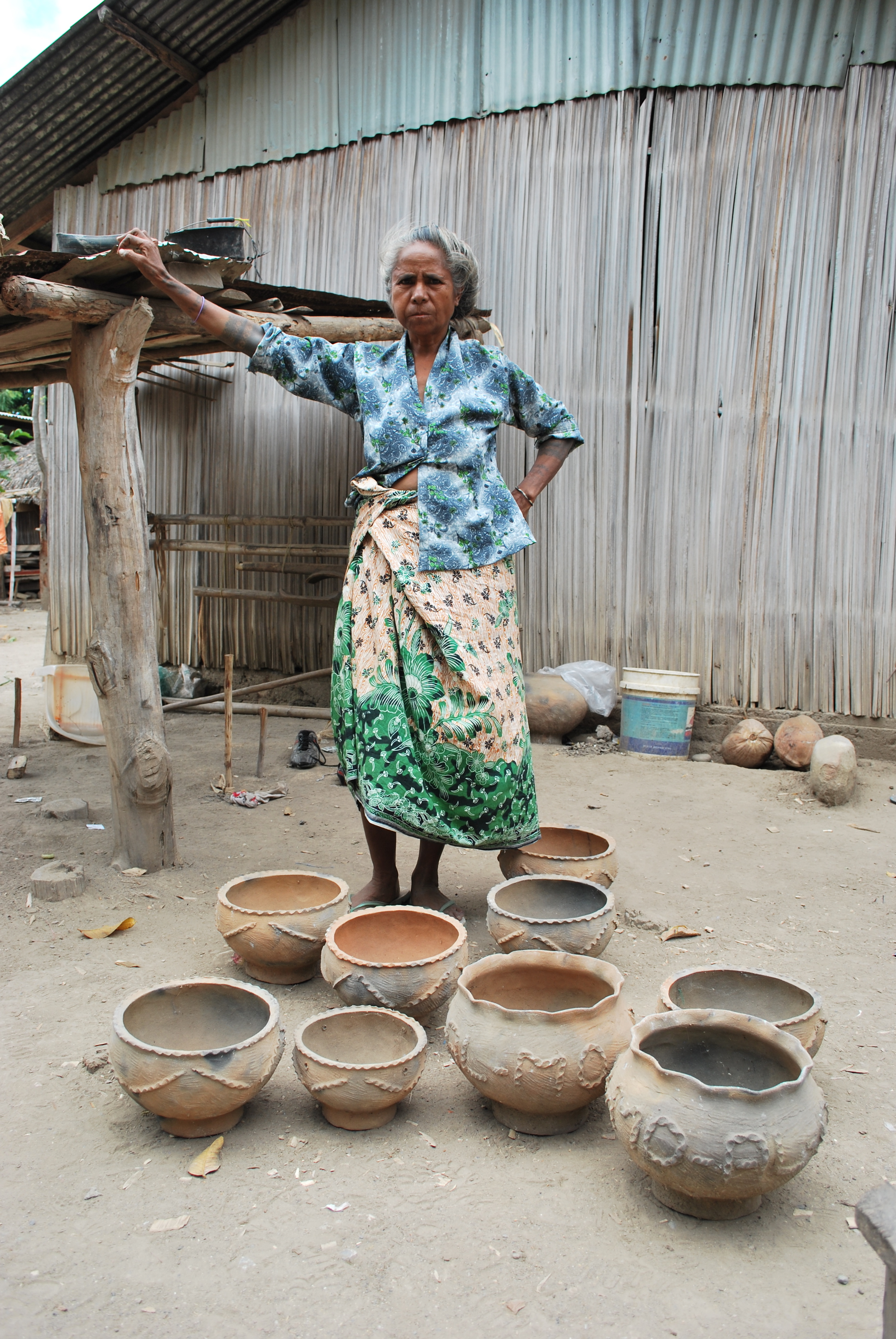
Kobieta z garnkami

, 